# Ruský vševojenský svaz

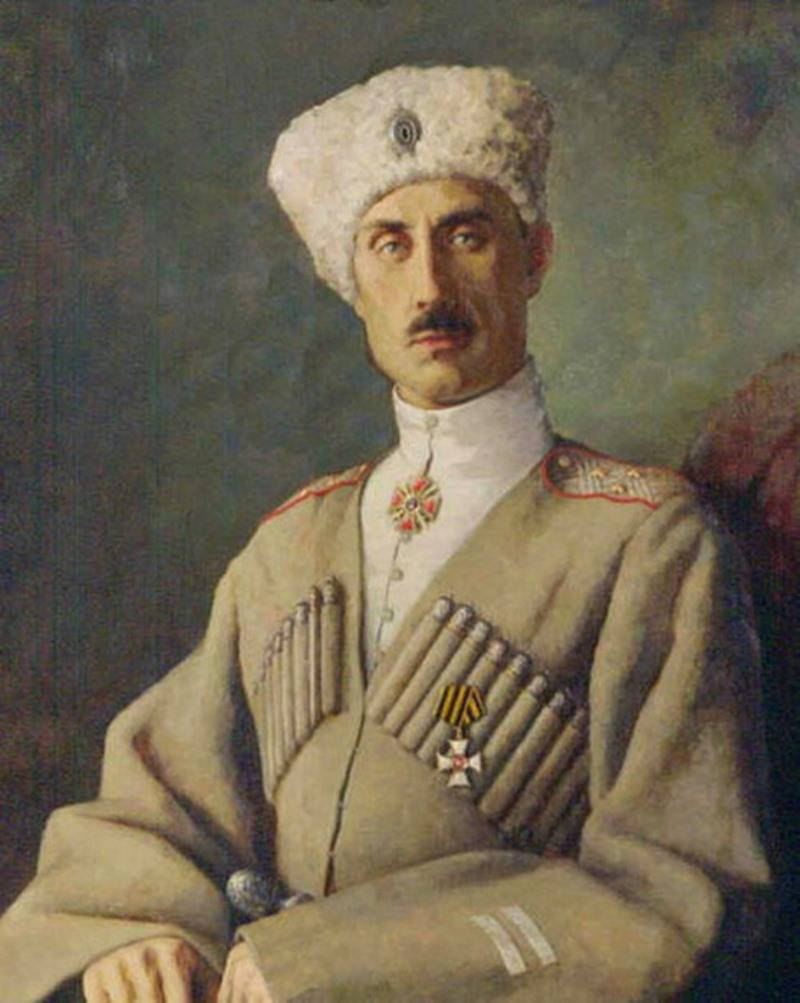
Generál Wrangel, zakladatel ROVS

Ruský vševojenský svaz (rusky Русский Обще-Воинский Союз, zkratka ROVS) byla organizace založená bělogvardějci po jejich porážce v Ruské občanské válce v exilu. Sdružovala velitele a vojáky bývalé Bílé armády a pokoušela se působit na vlády ostatních států v otázce sovětského Ruska. Jejím cílem bylo vyvolat národní protikomunistické povstání v SSSR a zbavit bolševiky moci.

## Orientace ROVS
Organizace byla založená bělogvardějským generálem Wrangelem v tehdejším království Srbů, Chorvatů a Slovinců 1. září 1924. Kromě antikomunismu neměla organizace žádnou oficiální politickou orientaci. Mnozí členové byli monarchisté, a to přiklánějící se k absolutní či konstituční formě monarchie. Někteří byli nakloněni bývalé carské rodině Romanovců, jiní se ostře stavěli proti ní.

## Boj se Sověty
Organizace byla trnem v oku Sovětům a stala se primárním cílem sovětské tajné zahraniční policie OGPU. Sovětská OGPU s cílem oslabení ROVS vytvořila domnělou monarchistickou organizaci zvanou Monarchistická unie středního Ruska. Loutková organizace úspěšně mátla a později silně demoralizovala členy ROVS.
V roce 1928 náhle zemřel zakladatel a dosavadní lídr ROVS generál Wrangel. Ohledně jeho smrti existují dosud nevyjasněné pochybnosti. Je možné, že byl otráven sluhou svého bratra, který byl údajně sovětským agentem NKVD. Přímé důkazy ale nebyly nikdy nalezeny.
Agentům OGPU se dokonce podařilo infiltrovat Ruský vševojenský svaz. Hlavním dvojitým agentem byl Nikolaj Skoblin. Postupně se dařilo OGPU likvidovat vůdce ROVS. V roce 1930 se podařilo zajmout a unést do SSSR generála Kutepova. V Rusku byl Kutepov mučen a nakonec zastřelen. Stejný osud čekal jeho nástupce generála Millera v roce 1937. Miller byl popraven v Moskvě po 19 měsících mučení a vyslýchání v roce 1939. Před únosem ale napsal Miller dopis, v němž se zmínil, s kým a kam jde. Dopis měl být otevřen jen v případě, že by se nevrátil. Identita Nikolaje Skoblina byla odhalena a agent musel prchnout do Španělska.
Se začátkem druhé světové války ztratila ROVS většinu svého vlivu. Někteří ruští emigranti se připojili k Ruské osvobozené armádě (ROA), vytvořené nacistickým Německem z ruských zajatců. Do čela ROA se postavil bývalý sovětský generál Vlasov. ROVS během války oficiálně nestranila ani SSSR, ani Německu.

## ROVS po válce
Po válce se z ROVS stala zcela bezmocná organizace spojená pouze zbývajícími již velmi starými pamětníky války. Její vedení se měnilo tak rychle, jak její lídři stářím umírali. Zůstala však aktivní do devadesátých let a starala se o památku předválečné a antikomunistické tradice ruské armády. V jejím držení bylo velké množství ruských, carských a bělogvardějských vlajek a standart, které se měly vrátit do Ruska, až se místní armáda stane opět národní ruskou armádou.

## ROVS po pádu komunismu
I když síla ROVS zmizela několik desítek let před pádem komunismu, v roce 1992 začal ROVS být opět aktivní. SSSR se ale rozpadl a komunismus byl v Evropě poražen, takže organizace ztratila smysl existence. V roce 2000 nově zvolený lídr ROVS Vladimir Višněvskij nechal hlasovat o rozpuštění organizace a drtivá většina s rozpuštěním souhlasila. Višnevsky sice zemřel téhož roku, ale členové podle hlasování sami organizaci rozpustili. Někteří ale odmítli výsledky hlasování a považují ROVS za nerozpuštěnou. Pro tyto členy se stal novým lídrem v roce 2000 Igor Borisovič Ivanov.

## Soupis velitelů ROVS

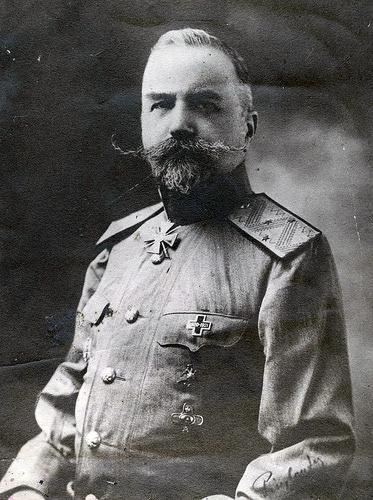
Generál Miller, oběť únosu sovětské OGPU

- Generál Pjotr Nikolajevič Wrangel (1924–1928)
- Generál Alexandr Pavlovič Kutěpov (1929–1930)
- Generál Jevgenij Karlovič Miller (1930–1937)
- Generál Fjodor Fjodorovič Abramov (1937–1938)
- Generál Alexej Petrovič Arkhangelskij (1938–1957)
- Generál Alexej Alexandrovič von Lampe (1957–1967)
- Generál Vladimir Grigorievič Žarževskij (1967–1979)
- Kapitán Vladimir Petrovič Osipov (1979–1983)
- Stařešina Vladimir Ivanovič Ďjakov (1983–1984)
- Poručík Pjotr Alexejevič Kaliničenko (1984–1986)
- Kapitán Boris Michajlovič Ivanov (1986–1988)
- Setník Nikita Ivanovič Jovič (1988–1988)
- Poručík Vladimir Vladimirovič Granitov (1988–1989)
- Kapitán Vladimir Nikolajevič Butkov (1989–2000)
- Poručík Vladimir Alexandrovič Višněvskij (2000–2000)
- Igor Borisovič Ivanov (2000–)